# Рукав Стрельца

Структура Млечного Пути. Расположение Солнечной системы обозначено большой жёлтой точкой

Рукав Стрельца (также известный как Рукав Стрельца-Киля), одна из спиральных ветвей нашей галактики, Млечный Путь. Каждый спиральный рукав отходит от центра Галактики и изгибаясь идёт к её периферии. Эти гигантские структуры зачастую состоят из миллиардов звёзд, и рукав Стрельца является одним из крупнейших в нашей Галактике.
Млечный Путь является спиральной галактикой с перемычкой, состоящей из центральной перемычки, от которой отходит несколько спиральных рукавов. Внутренний конец рукава Стрельца отходит от одного из концов этой центральной перемычки, что делает его одним из двух основных спиральных рукавов Галактики. Другим крупным рукавом является Рукав Лебедя.
Рукав Стрельца находится между рукавом Центавра и рукавом Ориона. Он обязан своим названием находящимся вблизи него звёздам из созвездия Стрельца. Рукав Стрельца расположен на расстоянии приблизительно 1,8 кпк (~6 000 св. лет) от Солнца.
Рукав Стрельца делится на две части. Искривлённая наружу часть от центрального бара галактики называется Рукавом Стрельца (пока она находится в созвездии Стрельца), а затем, при переходе в созвездие Киль называется Рукавом Киля.

## Малый рукав
Недавно было высказано предположение, что Рукав Стрельца является малым рукавом, проходящим вдоль рукава Лебедя. Они оба являются местом концентрации газа и рождения новообразованных звёзд.

## Объекты каталога Мессье
Рукав Стрельца включает в себя следующие объекты из Каталогa Мессье:
- Туманность Лагуна
- Скопление Дикая Утка
- Туманность Орёл
- Туманность Омега
- Рассеянное скопление M18
- Тройная туманность
- Рассеянное скопление M21
- Звёздное облако Стрельца
- Рассеянное скопление M26
- Шаровое скопление M55
- NGC 3372